# Horizons lointains (téléfilm)
Pour les articles homonymes, voir Horizons lointains.
Horizons lointains (Endloser Horizont) est un téléfilm allemand, réalisé par Thomas Jauch (de), et diffusé et diffusé en 2005.

## Fiche technique
- Titre original : Endloser Horizont
- Réalisation : Thomas Jauch
- Scénario : Barbara Engelke
- Photographie : Achim Poulheim
- Musique : Detlef Petersen et Stefan Hansen
- Durée : 90 min

## Distribution
- Franziska Petri : Lily Meier
- Hannes Jaenicke : Jan
- Günther Maria Halmer : Hinrich Lackner
- Uwe Kockisch : M. Marberg
- Maximilian von Pufendorf : Adrian Buschner
- Sheri Hagen : Mara Kurisunga
- Tobias Langhoff (de) : Robert
- Garth Breytenbach : Henchman
- Jonathan Kinsler : Samuel Kurisunga
- Nomsa Xaba : Zephi Kurisunga